# Крылов, Владимир Иванович
Владимир Иванович Крылов (14 декабря 1902, деревня Красный Яр, Самарская область, Россия — 31 августа 1994) — советский математик. Доктор физико-математических наук (1951), профессор (1951), академик АН БССР (1956).

## Биография
Окончил Ленинградский государственный университет (1928), где в 1929—1956 гг. работал преподавателем, заведующим кафедрой. В 1956 был избран академиком АН БССР по Отделению физико-математических и технических наук. С 1957 — в БССР, становится заведующим лаборатории Института физики и математики АН БССР, а в 1959 Н. П. Еругин и В. И. Крылов на базе математических лабораторий Института физики и математики АН БССР организуют Институт математики и вычислительной техники АН БССР (с 1965 — Институт математики), где В. И. Крылов до 1987 заведовал лабораторией и одновременно до 1974 года является заместителем директора по научной работе. Одновременно в 1957—1975 — заведующий кафедрой БГУ. С 1987 года — советник при дирекции Института математики

## Научная деятельность
Один из основателей проведения широких исследований по вычислительной математике в СССР. Разработал новые методы численного интегрирования и интегральных преобразований. Инициатор создания в белорусских ВУЗах кафедр вычислительной математики, тем самым было фактически создано новое направление в университетской науке БССР.
Автор более 100 научных работ, в т. л. 24 монографий, справочников и учебных пособий.

## Основные работы
- Приближенные методы высшего анализа. 5 изд. М.; Л., 1962 (совм. с. Л. В. Канторовичем).
- Приближенное вычисление интегралов. М., 1967.
- Методы приближенного преобразования Фурье и обращения преобразования Лапласа: Справочная книга. М., 1974 (совм. с. Н. С. Скоблей).
- Вычислительные методы. М., 1976. Т. I; 1977. Т. II (вместе с В. В. Бобковым и П. И. Монастырным).
- Начала теории вычислительных методов. Мн., 1982 (вместе с В. В. Бобковым и П. И. Монастырным).
- Математический анализ: Ускорение сходимости. М., 1988.

## Награды
Орден «Знак Почета» (1951), орден Трудового Красного Знамени (1971), орден Дружбы народов (1982). Заслуженный деятель науки Белорусской ССР (1968). Государственная премия БССР 1978 г. за учебные пособия для вузов «Вычислительные методы высшей математики» и «Вычислительные методы», опубликованные в 1972—1977 (в соавт.).